# 迪士尼颱風湖
颱風湖是一座華特迪士尼世界度假區內的水上樂園，位於美國佛羅里達州布埃納文圖拉湖，為迪士尼世界度假區第二座水上樂園。
在1989年6月1日開幕的颱風湖園內有著世界上最大的戶外造浪池之一。樂園的背景主題設定為一個颱風徹底摧毀了古代的熱帶樂園。船隻、釣魚器具和衝浪板被颱風吹得四處散落。樂園的中心是一艘卡在「五月山」（Mount Mayday）上稱為「提莉小姐」（Miss Tilly）的捕蝦船。船上的警鐘每半小時會響起，此時山腳下就會產掀起50-英尺（15-）高的波浪。樂園的吉祥物是「拉古娜鱷魚」（Lagoona Gator）。
颱風湖在2012年吸引了約2,100,000名遊客，成為世界上造訪人數最多的水上樂園。
颱風湖每年會固定關閉三個月以進行維修，關閉期間為每年的10月至12月。在這段期間內風暴灘將繼續維持開放。
在迪士尼世界所有的主要樂園中，颱風湖是唯一位於布埃納文圖拉湖市區範圍內的樂園。其他的樂園皆位於灣湖市境內。即使如此，布埃納文圖拉湖依然是整個迪士尼世界度假區通用的郵政地址。

## 五月山

### 概要
五月山（Mount Mayday）位於激浪池的後方，在山頂上有著擱淺的捕蝦船「提莉小姐」（Miss Tilly）。許多樂園內的設施和瀑布也位於此處。主要的工程在1988年至1989年間完成，包括對於海浪製造和傳播的研究、設計和測試。颱風湖是率先導入造浪機的主題樂園之一，其目標是要製造出可衝浪的波浪。波浪是由隱藏在船難造景後方12個水槽中製造，水槽皆由強化水泥建造而成。在研究液體和構造物互動、壓力及構造疲勞時曾使用了電腦模型技術，以確保造浪裝置的完整性和安全性。在開幕前，颱風湖曾針對浪型、衝浪時間，以及波浪打上人工沙灘時的自然感進行測試。

### 設施
- 極速水梯（Humunga Kowabunga）：三條封閉式的快速滑水道，高約五層樓，時速可達39 mph。
- 風暴滑道（Storm Slides）：三條滑水道（Jib Jammer、Stern Burner、Rudder Buster），讓遊客從三層樓高處滑下。
- Gang Plank Falls
- 五月瀑布（Mayday Falls）：橡皮筏滑水道
- Keelhaul Falls
- Forgotten Grotto
- Overlook Pass

## 隱匿灣

### 概要
隱匿灣（Hideaway Bay），前稱「Out of the Way Cay」，是位於更衣室後方的一片沙灘。這裡是樂園內最隱密的區域，許多颱風湖的最新設施也位於此區。

### 設施

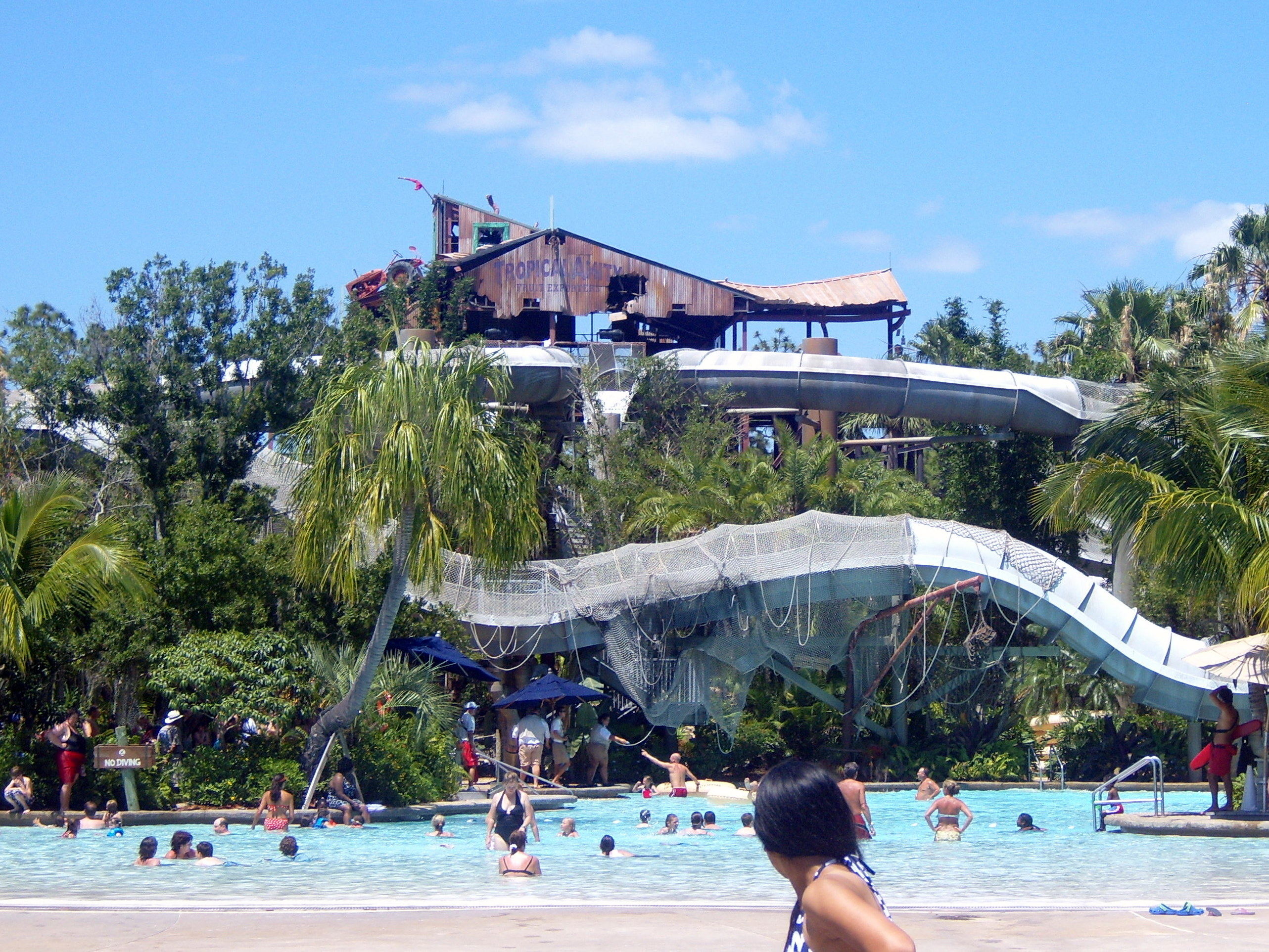
水上雲霄飛車（Crush 'n' Gusher）

- 水上雲霄飛車（Crush 'n' Gusher）：在噴射水流帶動的三人座橡膠筏上穿越彎道和段差的水上雲霄飛車。遊客可在「香蕉毀滅者」（Banana Blaster）、「椰子榨汁器」（Coconut Crusher）和「鳳梨榨汁器」（Pineapple Plunger）三種橡膠筏中選擇。
- 珊迪白色海灘（Sandy White Beach）：放置有躺椅的海灘區域，並包含位於水上雲霄飛車旁邊的泳池區。

## 颱風湖

### 概要
颱風湖（Typhoon Lagoon）是樂園中最大的區域，除了遊樂設施外，也有提供遮陽處的沙灘。

### 設施

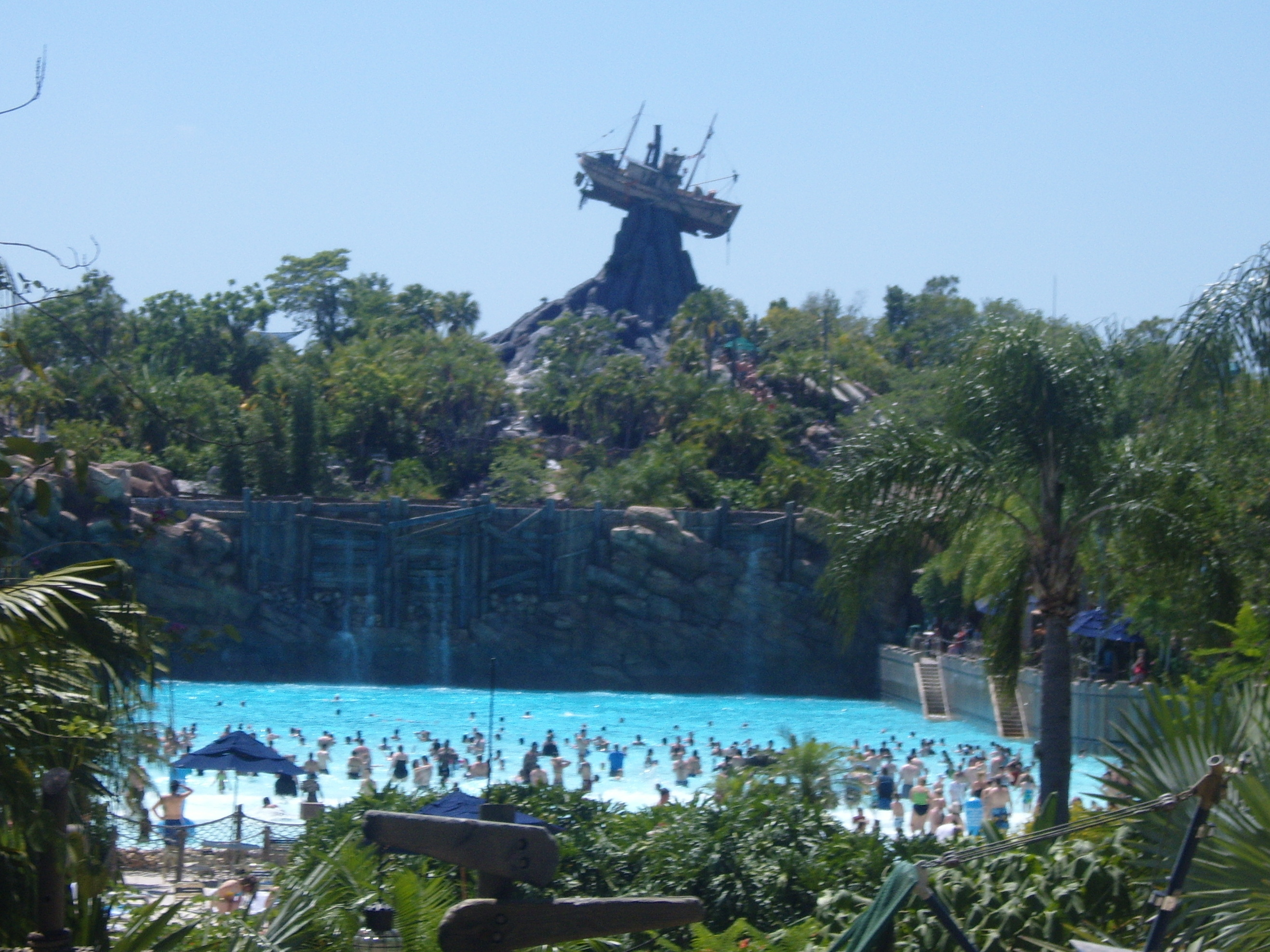
Typhoon Lagoon Surf Pool

- 颱風湖激浪池（Typhoon Lagoon Surf Pool）：人工造浪池，每90秒會有6英尺高的波浪。
- Bay Slides：兒童適用的滑水道，在緩和的斜坡下方是造浪池水深較淺的區域。
- Blustery Bay：位於鐘塔附近的淺水池，被沙灘環繞。
- Whitecap Cove：位於「Surf Doggies」附近的淺水池，被沙灘環繞。
- Learn to Surf：由「Craig Carroll’s Cocoa Beach Surf School」營運，在樂園開幕前提供兩個半小時的衝浪教學課程，需要額外收費。

## 鯊魚暗礁

### 概要
鯊魚暗礁（Shark Reef）中有兩座鹹水礁湖，中間由一座下沉水槽分隔，提供遊客「體驗」加勒比海地區的海洋生物。

### 設施
- 鯊魚暗礁（Shark Reef）
- Sunken Tanker
- S.A.S Adventure
- Hammer Head Fred’s Dive Shop

## 悠閒河
悠閒河（Castaway Creek）是一個延續2,100-英尺（640-）的「漂漂河」設施，環繞整座樂園。途中經過瀑布、雨林、霧氣和五月山。

## 其他景點
- Ketchakiddee Creek：設有小型滑水道和噴泉的兒童遊戲區。

## 食物和飲品
- 彎棕櫚樹（Leaning Palms）：遊樂園的主要自助服務餐廳，位於靠近入口處。
- 颱風提莉（Typhoon Tilly’s）：靠近「鯊魚暗礁」。
- 快樂著陸冰淇淋（Happy Landings Ice Cream）
- Lets Go Slurpin’：位於海灘上的酒吧，靠近造浪池。
- Surf Doggies：位於海灘上，以衝浪者為主題。
- Crush Cart：水上雲霄飛車入口處附近的小攤車。

### 野餐區
樂園中有兩座專屬的野餐區。然而樂園中對於野餐地點其實並無限制。樂園中可以攜帶行動冰箱，但不可攜帶玻璃製品和酒精飲料。
- Getaway Glenn：位於樂園前方區域中
- Hideaway Bay：位於水上雲霄飛車和更衣室附近

## 購物商店
- North Pearl：販售珍珠製品的珠寶飾品店
- Singapore Sal’s：樂園中主要的紀念品商店。
- High N Dry Towels：提供置物櫃、毛巾和救生衣出租或出借的商店。

## 資料來源
1. 1 2   （页面存档备份，存于） Disney.com A History of the Walt Disney Company
2. ↑  [] (PDF).   [2014-08-07]. （原始内容 (PDF)存档于2013-11-27）.
3. ↑  .   [2013-01-30]. （原始内容存档于2013-01-07）.
4. ↑  Disney’s Typhoon Lagoon –  Gravity Wave Generation and Propagation in an Artificial Pond. Eng. Dpt., Parsons Corp., Chalhoub, M.S., Rep. No. 88-0025 Pasadena, CA, USA

## 外部連結
- 颱風湖官方網站